# عباس‌آباد (هریس)
عباس‌آباد یکی از روستاهای استان آذربایجان شرقی است که در دهستان مواضع‌خان شمالی بخش خواجه شهرستان هریس واقع شده‌است.